# 허리케인 헥터 (2018년)
2018년 제17호 태풍 헥터(HECTOR) 또는 제8호 메이저 허리케인 헥터는 8월 1일 오전 9시에 중심기압 1006hPa, 최대풍속 18m/s(1분 평균 풍속)의 열대폭풍으로 멕시코 바하칼리포르니아반도 최남단 남서쪽 약 1,405km 부근 해상에서 발생하였다. 발생 후 서진을 계속하며 급발달하였고, 8월 6일 오후 6시에 미국 하와이 힐로 동남동쪽 약 1,625km 부근 해상에서 중심기압 947hPa, 최대풍속 61m/s(1분 평균 풍속)의 허리케인의 세력으로 중태평양 진입 뒤 추가로 발달해서 8월 7일 오전 3시에 미국 하와이 힐로 동남동쪽 약 1,365km 부근 해상에서 중심기압 936hPa, 최대풍속 69m/s(1분 평균 풍속)의 4등급 메이저 허리케인으로 최성기를 맞이하였다. 최성기 이후에는 하와이 남해상을 지나며 다소 약화되었다가 서진하며 재발달해서 8월 11일 오전 3시에 미국 존스턴 환초 동북동쪽 약 285km 부근 해상에서 중심기압 947hPa, 최대풍속 61m/s(1분 평균 풍속)의 허리케인으로 재발달했다가 서서히 약화되었고, 서진하다가 서북서진하는 것으로 이동 방향을 바꾸었다. 그리고 날짜변경선이 다가오면서 강한 연직시어로 인해 급약화되어서 8월 13일 오후 9시에는 미국 미드웨이 섬 남서쪽 약 400km 부근 해상에서 중심기압 1001hPa, 최대풍속 23m/s(1분 평균 풍속)의 열대폭풍의 상태로 날짜변경선을 통과하였고, 8월 14일 오전 3시에 중심기압 998hPa, 최대풍속 21m/s, 강풍 반경 170km, 크기 '소형'의 열대폭풍으로 일본 센다이 동남동쪽 약 3,850km 부근 해상에서 태풍으로 인정되었다.(일본 기상청 태풍정보 기준) 태풍으로 인정된 이후에는 추가로 발달하지 않고, 서~서북서진하다가 8월 15일 오전 9시에 일본 도쿄 동남동쪽 약 2,990km 부근 해상에서 중심기압 1012hPa의 열대저압부로 소멸하였다.(한국 기상청 기준으로는 1002hPa) 헥터는 하와이의 남자 이름이다. 헥터는 허리케인이었다가 태풍으로 변한 열대저기압이다.

## 같이 보기
- 태풍 이오케